# 1450 هـ
1450 هي سنة في التقويم الهجري تمتد مقابلةً في التقويم الميلادي بين سنتي 2028 و2029، ويقابل بدايتها في التقويم الميلادي 25 مايو 2028.
1. 1 2  مذكور في: تقويم القرون (ذات السلاسل، 1405هـ). الصفحة: 262. الناشر: ذات السلاسل. لغة العمل أو لغة الاسم: العربية. تاريخ النشر: 1984. المُؤَلِّف: صالح العجيري.